# WeeChat
WeeChat (em português:  Pequenino Ambiente Avançado para Conversa) é um cliente IRC, projetado para ser leve e rápido. Ele é distribuído sob os termos da licença GNU General Public License 3 e vem sendo desenvolvido desde 2003. Uma interface GTK+ também está disponível, e uma interface Qt está em planejamento.
Tudo pode ser feito através de um teclado. Ele é personalizável e extensível através de extensões e roteiros.

## Recursos
O WeeChat suporta IPv6, SSL e conexões via proxy para quantos servidores IRC o utilizador especificar. A tela pode ser dividida para exibir o conteúdo de múltiplas janelas ao mesmo tempo. O WeeChat também fornece busca de texto incremental em buffers, suporte ao aspell para corrigir a ortografia, uma lista inteligente, suporte a programação de roteiros em várias linguagens (Perl, Python, Ruby, Lua, Tcl), canalização FIFO para controle remoto e suporte a múltiplas codificações de texto.

## Plataformas suportadas
O WeeChat suporta uma grande variedade de plataformas e sistemas operativos, incluindo GNU/Linux, vários derivados do BSD (FreeBSD, NetBSD, OpenBSD), Mac OS X, Debian GNU/Hurd / Debian GNU/kFreeBSD, HP-UX, Solaris, QNX, OpenBeOS e Microsoft Windows (através da biblioteca e API Cygwin).
Pacotes prontos para o uso e compilações do WeeChat estão disponíveis para uma gama de plataformas e sistemas operativos. Ele também é distribuído com várias distribuições GNU/Linux, incluindo o Debian, Ubuntu, Mandriva Linux, Fedora, Gentoo, and Arch Linux. O WeeChat também está disponível para utilizadores do FreeBSD através do sistema de ports.

## Leituras complementares
- Revisão do WeeChat
- Artigo na revista Yalm, escrito por Thomas Rudolph (em alemão)